# Museo de la Música Puertorriqueña
Het Museo de la Música Puertorriqueña (Museum voor Puerto Ricaanse muziek) is een museum in de gemeente Ponce in Puerto Rico over de ontwikkeling van de Puerto Ricaanse muziek. In het museum zijn instrumenten van de Taíno en Spaanse en Afrikaanse instrumenten te bezichtigen waarmee danzamuziek (de favoriete muziekstijl van de negentiende-eeuwse Puerto Ricaanse high society) evenals de meer op Afrikaanse muziekstijlen geïnspireerde bomba en plena werden gespeeld. Het museum schetst de rijke muziekgeschiedenis van Puerto Rico door middel van memorabilia van vooraanstaande muzikanten en uitvoerenden en toont muziekinstrumenten die zijn verbonden met de drie muziekgenres die op het Caribische eiland zijn ontstaan.
Het museum is gehuisvest in Casa Serrallés, de voormalige residentie in het centrum van de stad van Juan Eugenio Serrallés en zijn familie: de eigenaren van Destilería Serrallés en producenten van het rummerk Don Q. Casa Serrallés moet niet worden verward met Castillo Serrallés dat gelegen is op de heuvel van Ponce.

## Geschiedenis
De gemeente Ponce kocht Castillo Serrallés in 1986 met als doel het om te vormen naar het Museo de la Música Puertorriqueña. Dit plan voor een muziekmuseum werd later losgelaten. In 1991 werd het museum weliswaar gevestigd, maar in het gebouw aan de Calle Cristina 70, waar nu cultureel centrum Carmen Solá de Pereira de Ponce is gevestigd. De pastelkleurige villa is gebouwd door de architect Juan Bertoli Calderoni, die ook vele andere gebouwen in Puerto Rico op zijn naam heeft staan. De villa is ontworpen in de Franse neoclassicistische stijl.
In 1996 verhuisde het Instituto de Cultura Puertorriqueña (ICP) het muziekmuseum naar zijn huidige locatie op de hoek van de Calle Isabel en de Calle Salud. Dit pand, dat door het ICP werd aangekocht, was gebouwd als residentie voor de familie Serrallés-Nevárez. Félix Juan Serrallés, die trouwde met Francisca Nevárez, was een belangrijke plaatselijke industrieel en de kleinzoon van zakenman Juan Serrallés, de oprichter van het rumbedrijf Destilería Serrallés. De familie Serrallés verbleef doordeweeks in Casa Serrallés en bezat daarnaast ook nog de residentie Castillo Serrallés op de heuvel van Ponce. In de achtertuin van Casa Serrallés is de buitenbar bewaard gebleven, compleet met de logo's van Destilería Serrallés en Don Q.
Het Museo de la Música Puertorriqueña moet niet worden verward met het Museo de la Música in de Puerto Ricaanse gemeente Guaynabo, ook bekend als het Museo de la Música Rafael Ithier. Dit was een museumproject van de overheid dat 18 miljoen dollar kostte, maar het museum is nooit geopend.

## Museum
Casa Serrallés werd in 1991 door het ICP gerestaureerd met als doel eer te bewijzen aan de oeuvres van Puerto Ricaanse muzikanten. Het gebouw is gemakkelijk te herkennen; het is ondergebracht in een pastelkleurige villa om zo bezoekers aan te trekken. De museumtentoonstellingen worden zowel in het Spaans als in het Engels toegelicht. Het museumgebouw bevindt zich op de zuidoostelijke hoek van de Calle Isabel en de Calle Salud.
In het museum wordt het publiek via beeld en geluid meegenomen en worden de unieke kenmerken van de Puerto Ricaanse muziek geschetst. De kenmerkende Puerto Ricaanse muziek wordt vaak opgepikt op andere eilanden in het Caribisch gebied en wordt ook elders in de wereld veel gespeeld, met name in de Verenigde Staten. Getoond wordt wat de oorsprong van de Puerto Ricaanse muziek is en hoe deze muziek zich in de loop der jaren heeft ontwikkeld. Enkele van de te bezichtigen instrumenten zijn de güicharo of güiro (een uitgeholde kalebas) en varianten op de klassieke zessnarige gitaar zoals de requinto en de bordonua.
Op 15 september 2004 werd in de wet vastgelegd dat het Museo de la Música Puertorriqueña, evenals Casa de la Masacre de Ponce, Casa Wiechers-Villaronga en Casa Armstrong-Poventud, in eigendom bleef van het ICP, maar dat de gemeentelijke overheid verantwoordelijk is voor de beveiliging, het onderhoud en behoud van het gebouw.

## Eerbetoon
In juni 2012 stemde de Senaat van Puerto Rico er via een resolutie mee in om het Museo de la Música Puertorriqueña ter ere van zangeres Ruth Fernández om te dopen tot het Museo de la Música Puertorriqueña Ruth Fernández.